# FunkFeuer
FunkFeuer ist ein Projekt in Österreich, das in mehreren österreichischen Städten ein freies Netzwerk unter dem Motto „Wir sind das Netz“ aufbauen will. Das Netz ist aus einem kommerziellen Versuch der ehemaligen Internet-Provider Silver Server und ATnet hervorgegangen, der sich auf Grund der schwankenden Bandbreite nicht rentierte.
FunkFeuer ist in Vereinen organisiert und erweitert sein Netz kontinuierlich durch neue Knoten. Es gibt heute (Stand 2009) weit mehr als 300 Knoten unter anderem in Wien, Graz, Wels, Attnang-Puchheim, Klosterneuburg, in der Weststeiermark und im Waldviertel.

## Technik
FunkFeuer funktioniert über das für mobile Ad-hoc-Netze gedachte Mesh-Protokoll OLSR. Bei diesem vermaschten Netz ist jeder Empfangsknoten zugleich auch ein Sender, der sein Signal an andere Netzknoten weiterreicht. Fällt ein Knoten aus, sorgen spezielle Routingverfahren dafür, dass sich die anderen Knoten neu vernetzen. Je mehr Knoten vorhanden sind, desto enger und ausfallsicherer wird das Netzwerk.
Zur Verbindung der Knoten werden Router verwendet auf die alternative Firmware installiert werden kann, die auf OpenWrt basieren und das Routingprotokoll OLSR unterstützen.
2016 sei der zentrale Wiener Netzserver laut einem offiziellen Bericht des FBI und des US-Heimatschutzministeriums gehackt und als C&C-Server benutzt worden sein.